# Vauban által tervezett erődítmények
Az UNESCO 2008-ban a Sébastien Le Prestre de Vauban által tervezett erődítmények közül tizenkét, Franciaország nyugati, északi és keleti határvidékén található  megerősített várost és egyéb erődítményt vett fel a UNESCO világörökségi listára.
Vauban francia marsall, hadmérnök ezeket 1633 és 1707 között tervezte,  XIV. Lajos francia király uralkodása idején.

## A listára felvett, Vauban által tervezett erődítmények
- Arras, Pas-de-Calais: fellegvár
- Besançon, Doubs: fellegvár, Fort Griffon városfalai
- Blaye-Cussac-Fort-Médoc, (Gironde megye): Blaye fellegvára, városfalak, Fort Paté és Fort Médoc
- Briançon, Hautes-Alpes: városfalak, Redoute des Salettes, Fort des Trois-Têtes, Fort du Randouillet, és az Asfeld híd
- Camaret-sur-Mer, Finistère: Tour dorée („Aranykapu") vagy más néven Vauban kapu
- Longwy, Meurthe-et-Moselle:
- Mont-Dauphin, Hautes-Alpes:
- Mont-Louis, Pyrénées-Orientales: fellegvár és a városfalak
- Neuf-Brisach, Haut-Rhin:
- Saint-Martin-de-Ré, Charente-Maritime: városfal és a fellegvár
- Saint-Vaast-la-Hougue/Tatihou, Manche: őrtornyok
- Villefranche-de-Conflent, Pyrénées-Orientales: városfalak és Cova Bastera

## Képek

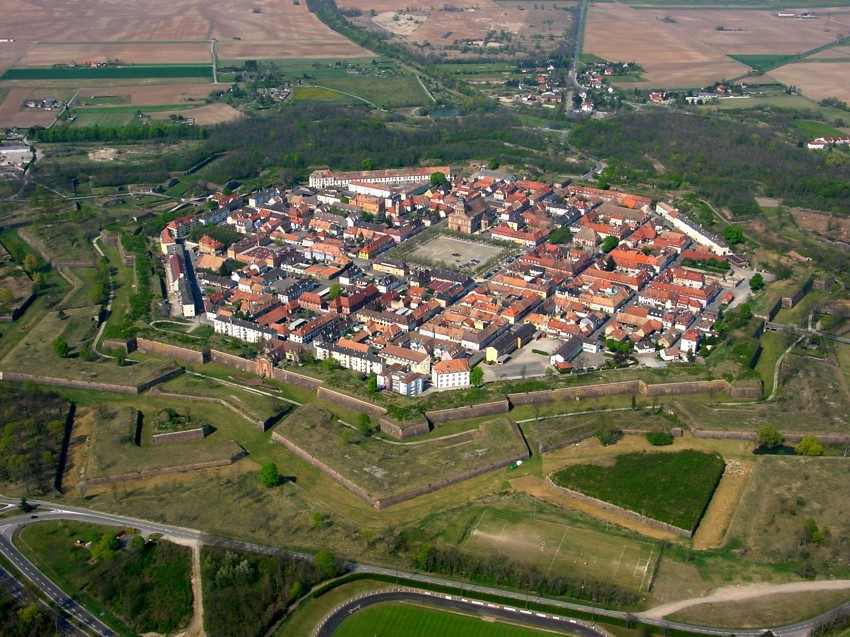
Neuf-Brisach
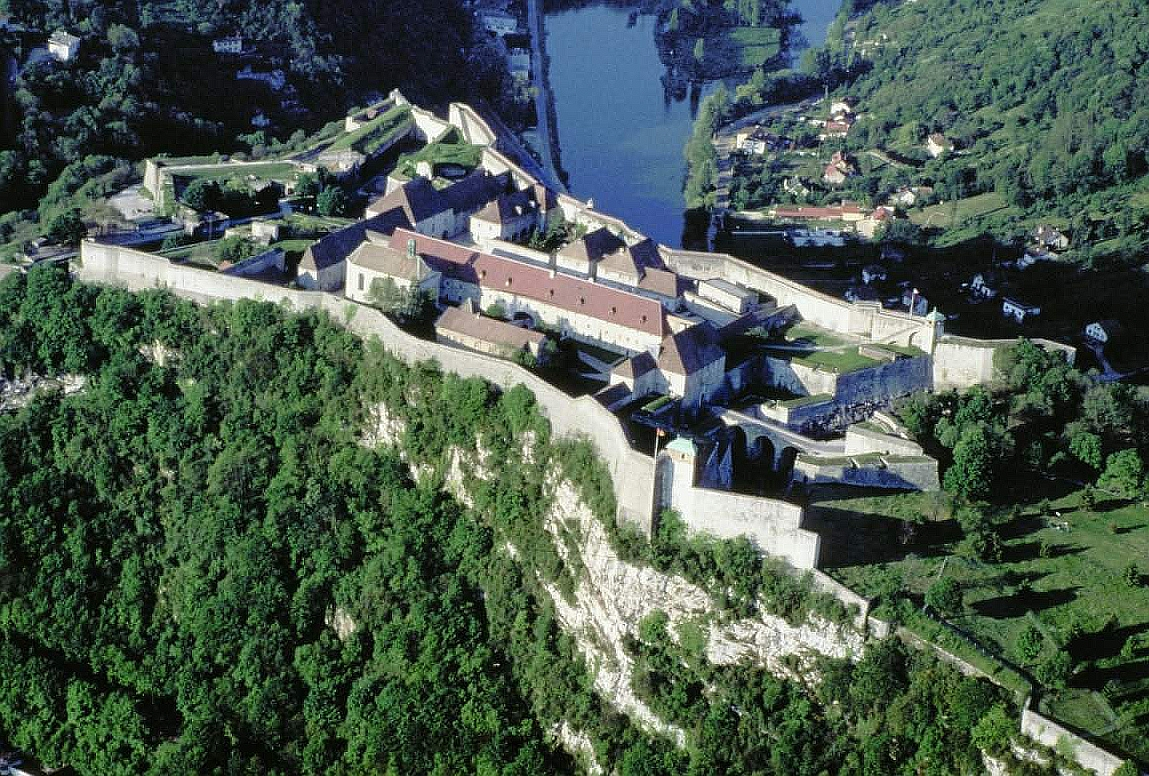
Besançon fellegvára
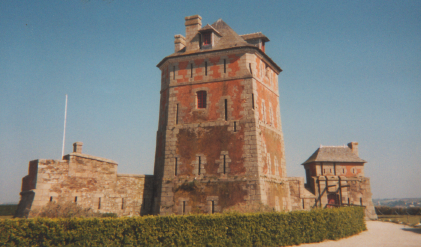
Vauban kapu Camaret-sur-Mer-ben